# Centrum för rättvisa
Centrum för rättvisa är en svensk ideell insamlingsstiftelse som grundades 2002 av Gunnar Strömmer, Markus Uvell och Kristoffer Melinder.

## Ändamål
Stiftelsens ändamål är att få genomslag för de fri- och rättigheter som skyddas i Europakonventionen, grundlagen och vanlig lag. Stiftelsen driver rättsfall i domstol och verkar även för att främja det offentliga samtalet kring mänskliga rättigheter genom utbildning, forskning och deltagande i den allmänna debatten. Centrum för rättvisa tar inte betalt av sina klienter och är ombud i fall där enskildas grundläggande fri- och rättigheter anses ha kränkts, oftast med stat eller kommun som motpart.

## Finansiering
Centrum för rättvisa har 90-konto och står under tillsyn av Svensk insamlingskontroll. Verksamhetens finansiering bygger helt på gåvor och anslag från privatpersoner och andra ideella stiftelser. 
Initialt delfinansierades verksamheten av Svenskt Näringslivs stiftelse Stiftelsen Fritt Näringsliv. Föreningen har i fackförbundet TCO:s tidning Arbetsvärlden karaktäriserats som en näringslivsanknuten tankesmedja och Hans Tilly, dåvarande ordförande för fackförbundet Byggnads, beskrev i ett debattinlägg 2009 Centrum för rättvisa som "en nyliberal juridisk stiftelse inom Timbro-nätverket".

## Fall i urval
- 2006 fällde Högsta domstolen Uppsala universitet för olaglig etnisk diskriminering sedan universitet öronmärkt studieplatser på juristutbildningen åt sökande med två utlandsfödda föräldrar.[6]
- 2007 fick drygt 1 000 boende i miljonprogramområdet Östberga utanför Stockholm tillstånd att ombilda sina hyresrätter till bostadsrätter efter en mångårig rättslig strid i bland annat dåvarande Regeringsrätten (numera Högsta förvaltningsdomstolen) och Boverket.[7]
- 2008 fällde regeringen den detaljplan som skulle innebära tvångsinlösning av en familjs bostadshus i Burlövs kommun till förmån för en privat lastbilsterminal. Kommunens detaljplan innebar inte några angelägna allmänna intressen, utan tillgodosåg framför allt privata aktörers kommersiella intressen.[8]
- Centrum för rättvisa lämnade 2008 in ett klagomål om FRA-lagen till Europadomstolen.[9] Domstolen ansåg signalspaningen i sig vara nödvändig i ett demokratiskt samhälle och därmed konventionsenlig, men enligt domstolen fanns det luckor i lagen. Det togs till exempel inte i beaktande hurdana konsekvenser utlämnandet av uppgifterna till främmande makt skulle kunna få för den som varit föremål för signalspaning. Domstolen fällde därmed Sverige för kränkning av mänskliga rättigheter.[10]
- 2010 fällde Svea hovrätt Sveriges lantbruksuniversitet för olaglig könsdiskriminering sedan man i vissa urvalsgrupper i praktiken stoppat kvinnor till förmån för män som sökt till veterinärutbildningen.[11]
- 2010 underkändes Höganäs kommuns planer på att tvångsinlösa ett släkthem. Kommunen ville använda sig av en utdaterad lag om förköpsrätt och lösa in fastigheten till underpris.[12]
- 2011 dömde Högsta domstolen ut höga skadestånd till tre småföretagare som drabbats av oacceptabla handläggningstider i dåvarande Regeringsrätten (numera Högsta förvaltningsdomstolen). Cirka 2 000 personer hade drabbats av samma sak – efter att ha informerats om sina rättigheter av Centrum för rättvisa vände sig närmare 400 personer till Justitiekanslern och begärde skadestånd.[källa behövs]
- Trädgårdsanläggare i Bjuv och Helsingborg tvingades betala granskningsavgifter till fackförbundet Kommunal, trots att de inte var medlemmar. 2010 stämde de därför Kommunal och arbetsgivarorganisationen Skogs- och Lantarbetsgivareförbundet[13]
- Akademiska sjukhuset i Uppsala tillät att en svårt sjuk patient filmades av produktionsbolaget Titan utan tillstånd från patienten. Inslaget sändes sedan i tv-serien Sjukhuset. 2012 stämde de anhöriga landstinget i Uppsala län.[14][uppföljning saknas]

## Midander-Lönnstipendiet
Centrum för rättvisa delar sedan 2006 årligen ut ett stipendium om 25.000 kronor till den juriststudent som författat årets bästa examensuppsats inom individuella fri- och rättigheter. I samband med stipendiets utdelande hålls Midander-Lönnföreläsningen där en utvald talare behandlar ett ämne som angränsar fri- och rättigheter.
Lista över tidigare stipendiater:
- 2007 Elisabeth Jonsson
- 2008 Håkan Sellman
- 2009 Anders Lagerwall, rådman
- 2010 Linnéa Sundqvist Heim
- 2011 Robert Hannah, riksdagsledamot
- 2012 Erik Thilén, hovrättsfiskal
- 2013 Andres Acevedo, advokat
- 2014 Erik Victor Ragnå
- 2015 Nina Knobloch Blomqvist
- 2016 Johan Bladh
- 2017 Sofie Liljebäck
- 2018 Aida Babakirad
- 2019 Ina Ferrari Bourner
- 2020 Emanuel Björn Bergqvist
- 2021 Rebecka Lorentzon
- 2022 Adam Danieli
- 2023 Karolin Wiklund
- 2024 Emanuel Franzen